# Фромлен
Фромле́н (фр. Fromelennes) — коммуна во Франции, находится в регионе Шампань — Арденны. Департамент коммуны — Арденны. Входит в состав кантона Живе. Округ коммуны — Шарлевиль-Мезьер.
Код INSEE коммуны — 08183.
Коммуна расположена приблизительно в 230 км к северо-востоку от Парижа, в 135 км севернее Шалон-ан-Шампани, в 45 км к северу от Шарлевиль-Мезьера.

## Население
Население коммуны на 2008 год составляло 1065 человек.
| 1962 | 1968 | 1975 | 1982 | 1990 | 1999 | 2008 |
| ---- | ---- | ---- | ---- | ---- | ---- | ---- |
| 1258 | 1440 | 1452 | 1365 | 1241 | 1142 | 1065 |

## Администрация
| Период | Период | Фамилия       | Партия                              | Должность |
| ------ | ------ | ------------- | ----------------------------------- | --------- |
| 1995   | 2007   | Бернар Сеселе | Французская коммунистическая партия |           |
| 2007   |        | Паскаль Жийо  |                                     |           |

## Экономика
В 2007 году среди 678 человек в трудоспособном возрасте (15—64 лет) 469 были экономически активными, 209 — неактивными (показатель активности — 69,2 %, в 1999 году было 67,9 %). Из 469 активных работали 390 человек (242 мужчины и 148 женщин), безработных было 79 (37 мужчин и 42 женщины). Среди 209 неактивных 61 человек были учениками или студентами, 59 — пенсионерами, 89 были неактивными по другим причинам.

## Фотогалерея

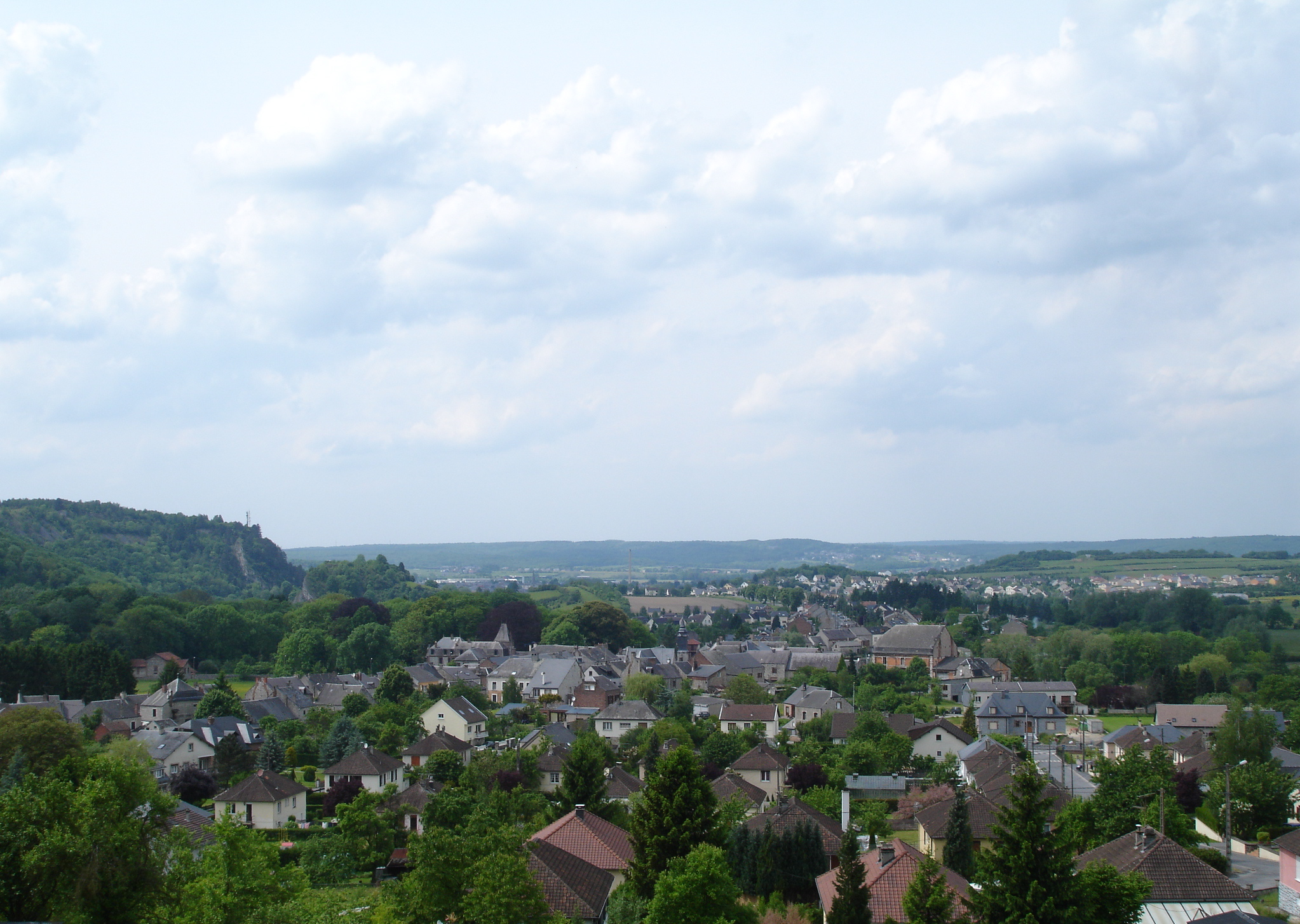
Фромлен
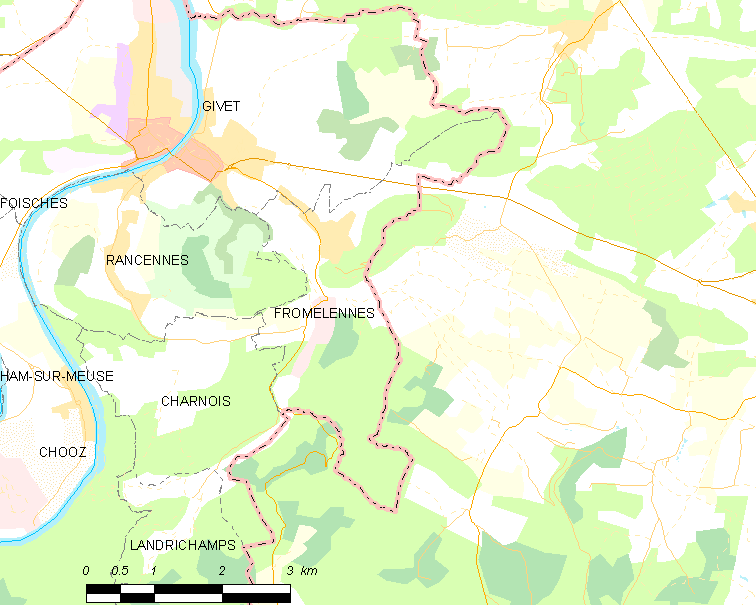
Карта коммуны